# フィル・カステル
フィリップ・カステル（Phillip Kastel、1893年4月2日 - 1962年8月16日）はユダヤ系ギャング。通称フィルまたはダンディ・フィル。
ニューヨーク市マンハッタンのロウアー・イースト・サイド生まれ。第一次世界大戦中は兵役忌避でカナダに逃亡、モントリオールでナイトクラブを経営。帰米後富裕ビジネスマン詐取で逮捕されたがアーノルド・ロススタイン手下の弁護士に助けられ、ウォール街でロススタインのインチキ投資金融会社を手伝った。1920年代初め、ロススタインの紹介で当時酒の密輸をやっていたフランク・コステロと知り合い、1928年、3年の服役を経て、コステロのスロットマシンビジネスのパートナーになった。
1936年ニューヨーク市長に就任したフィオレロ・ラガーディアがスロットマシン業をターゲットにするとニューオリンズに拠点を移した。ルーズベルトホテルに居を構え、James Brocattoの助けでBayou Novelty Company を設立、ビジネス街に進出して繁栄した。同会社の重役にはマイヤー・ランスキーの弟ジェイク・ランスキーが就任。ミント会社を設立、最終的にスロットマシンの合法化を果たした。成功に味を占めて勢力の拡大を図り、地元マフィアのカルロス・マルセロとも提携した。洗練された出で立ちで行儀が良く、ラッキー・ルチアーノをしてハバナ会議の参集したボスのうちで（ランスキーを除いて）「最もハイランキングなメンバー」と言わしめ、ダンディ・フィルの異名をとった。1950年代はラスベガスにも投資した。コステロが引退した頃病床に伏すようになり、1960年代に入るとマルセロ一家にテリトリーを奪われた。1962年病苦のためピストル自殺した。